# اونینگبو
۶۰°۰۷′۰۰″شمالی ۲۰°۰۱′۰۰″شرقی / ۶۰٫۱۱۶۷°شمالی ۲۰٫۰۱۶۷°شرقی

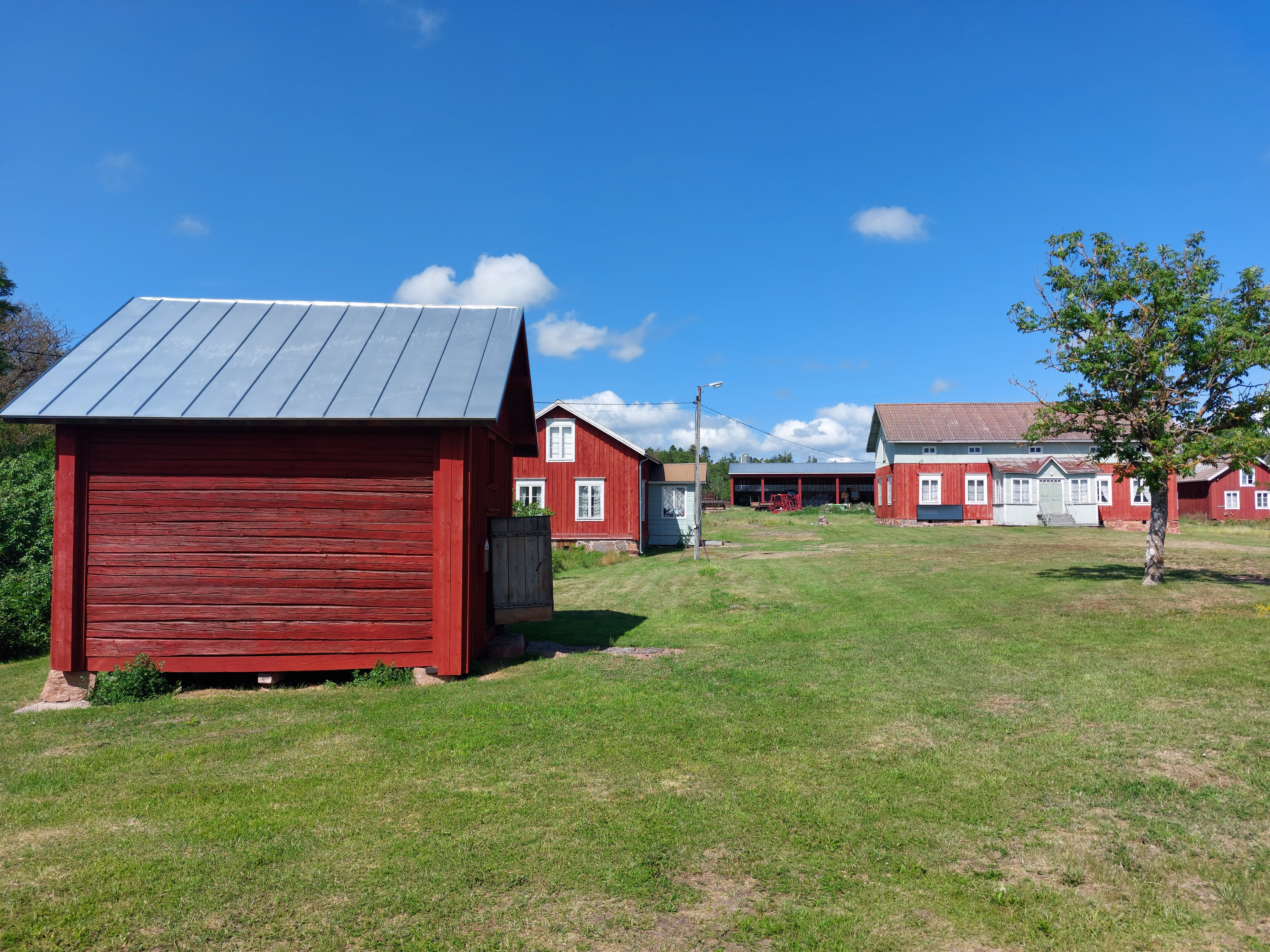
نمایی از روستای اونینگبو در شهر یومالا - ۲۰۲۳

اونینگبو (به انگلیسی: Önningeby) یک روستا در شهر یومالا در جزایر الند فنلاند است. که در حدود ۷ کیلومتری (۴ مایلی) شمال شرقی ماریهامن واقع شده‌است. اونینگبو دارای ۲۱۴ نفر (۲۰۱۴) جمعیت است.
در اواخر قرن نوزدهم، اونینگبو در میان هنرمندانی که مایل به تمرین نقاشی فضای باز، یعنی در هوای آزاد و نه در استودیوهای خود بودند، محبوب شد. مجمع هنرمندان اونینگبو در اطراف خانه تابستانی که توسط نقاش منظره فنلاندی ویکتور وسترهولم در سال ۱۸۸۴ خریداری شد، متمرکز بود.